# Leichtathletik-Länderkämpfe mit deutscher Beteiligung 1938
| Leichtathletik-Länderkämpfe mit deutscher Beteiligung 1938 | Leichtathletik-Länderkämpfe mit deutscher Beteiligung 1938 | Leichtathletik-Länderkämpfe mit deutscher Beteiligung 1938 | Leichtathletik-Länderkämpfe mit deutscher Beteiligung 1938 |
| ---------------------------------------------------------- | ---------------------------------------------------------- | ---------------------------------------------------------- | ---------------------------------------------------------- |
|                                                            |                                                            |                                                            |                                                            |
| 1. Länderkampf 1938, Geher (M): GER – SWE                  |                                                            |                                                            |                                                            |
| Leipzig 28./29. Mai 1938                                   | Leipzig 28./29. Mai 1938                                   | 1. GER 2. SWE                                              | 24 P 20 P                                                  |
| 2. Länderkampf 1938, Männer: FRA – GER                     |                                                            |                                                            |                                                            |
| Paris 3. Juli 1938                                         | Paris 3. Juli 1938                                         | 1. GER 2. FRA                                              | 105 P 46 P                                                 |
| 3. Länderkampf 1938, Männer: GER – POL                     |                                                            |                                                            |                                                            |
| Königsberg 9./10. Juli 1938                                | Königsberg 9./10. Juli 1938                                | 1. GER 2. POL                                              | 106 P 73 P                                                 |
| 4. Länderkampf 1938, Männer: GER – SUI                     |                                                            |                                                            |                                                            |
| Frankfurt am Main 10. Juli 1938                            | Frankfurt am Main 10. Juli 1938                            | 1. GER 2. SUI                                              | 108 P 50 P                                                 |
| 5. Länderkampf 1938, Frauen: NLD – GER                     |                                                            |                                                            |                                                            |
| Rotterdam 10. Juli 1938                                    | Rotterdam 10. Juli 1938                                    | 1. GER 2. NLD                                              | 57 P 40 P                                                  |
| 6. Länderkampf 1938, Männer: GER – DNK                     |                                                            |                                                            |                                                            |
| Hamburg 10. Juli 1938                                      | Hamburg 10. Juli 1938                                      | 1. GER 2. DNK                                              | 93 P 87 P                                                  |
| 7. Länderkampf 1938, Männer: GER – USA                     |                                                            |                                                            |                                                            |
| Berlin 13./14. August 1938                                 | Berlin 13./14. August 1938                                 | 1. USA 2. GER                                              | 122 P 92 P                                                 |
| 8. Länderkampf 1938, Männer: BEL – GER                     |                                                            |                                                            |                                                            |
| Brüssel 13./14. August 1938                                | Brüssel 13./14. August 1938                                | 1. GER 2. BEL                                              | 114 P 73 P                                                 |
| 9. Länderkampf 1938, Frauen: GER – POL                     |                                                            |                                                            |                                                            |
| Bromberg 14. August 1938                                   | Bromberg 14. August 1938                                   | 1. GER 2. POL                                              | 59 P 40 P                                                  |
| 10. Länderkampf 1938, Männer: NLD – GER                    |                                                            |                                                            |                                                            |
| Rotterdam 21. August 1938                                  | Rotterdam 21. August 1938                                  | 1. GER 2. NLD                                              | 85 P 66 P                                                  |
| 11. Länderkampf 1938, Männer: SWE – GER                    |                                                            |                                                            |                                                            |
| Stockholm 27./28. August 1938                              | Stockholm 27./28. August 1938                              | 1. GER 2. SWE                                              | 108 P 100 P                                                |
| Chronik                                                    |                                                            |                                                            |                                                            |
| ← Länderkämpfe 1937                                        | ← Länderkämpfe 1937                                        | Länderkämpfe 1939 →                                        | Länderkämpfe 1939 →                                        |

Im Jahr 1938 wurden zehn Leichtathletikländerkämpfe mit deutscher Beteiligung ausgetragen, das war nur einer weniger als in der vorangegangenen Saison, als mit elf solcher Begegnungen die bisherige Höchstzahl von Ländervergleichen in einer Saison erreicht worden war.

## Sport und Machtpolitik des Deutschen Reichs im Jahr 1938
Seit dem Arier-Erlass aus dem Jahr 1933 war es für jüdische Sportlerinnen und Sportler nicht mehr möglich, an Sportveranstaltungen wie Deutschen Meisterschaften oder Länderkämpfen teilzunehmen. So drückten die Nationalsozialisten dem Sport ihren Stempel auf.
Die Annexion Österreichs durch das nationalsozialistische Deutschland im März 1938 führte dazu, dass die österreichischen Spitzensportler vereinnahmt und im Rahmen von Länderkämpfen oder anderen Sportveranstaltungen nun ohne weitere Formalia für Deutschland eingesetzt wurden. Dies traf zum Beispiel zu für den Stabhochspringer Josef Haunzwickel oder den Dreispringer Karl Kotratschek. In derselben Art und Weise verfuhren die Nationalsozialisten nach der Zerschlagung der Tschechoslowakei im September 1938 mit tschechoslowakischen Sportlern.

## Flagge des Deutschen Reichs
Mit dem Reichsflaggengesetz (RGBl. I S. 1145) verordnete der Reichstag vom 15. September 1935 an für alle offiziellen Anlässe des Deutschen Reichs den Einsatz einer neuen Reichsflagge. Auch für Sportereignisse und die Darstellung von Sportresultaten wurde im Deutschen Reich von da an diese Flagge eingesetzt. So lässt es sich nicht vermeiden, die Fahne mit dem Hakenkreuzsymbol im Sinne einer zeitgerechten Darstellung auch hier in Wikipedia-Artikeln zu verwenden.

## Bilanz
Von den elf Ländervergleichen des Jahres 1938 trugen neun die Männer und zwei die Frauen aus.
An zwei Terminen fanden wie schon mehrfach in den vergangenen Jahren mehrere Länderkämpfe gleichzeitig statt, sodass die Spitzenathleten auf verschiedene Teams aufgeteilt werden mussten und dadurch auch Sportler aus der zweiten Reihe ihre Chance bekamen. Zunächst war dies der Fall des Wochenendes am 9./10. Juli. Die Männer traten in einem zweitägigen Aufeinandertreffen gegen Polen an. Am 10. Juli gab es parallel dazu die Begegnungen mit der Schweiz in Frankfurt am Main und mit Dänemark in Hamburg. Außerdem trugen die Frauen ebenfalls am 10. Juli ihren Vergleich mit den Niederlanden aus. Alle vier Veranstaltungen endeten mit deutschen Erfolgen. Der zweite Termin war der 13./14. August, als die deutschen Männer auf die Vereinigten Staaten und parallel dazu auf Belgien trafen. Auch die Frauen trugen an diesem Wochenende wieder einen Vergleich aus, die Gegnerinnen kamen aus Polen. Der Länderkampf der Männer gegen die USA bescherte den deutschen Athleten ihre einzige Niederlage der Länderkampfsaison 1938. Im Vergleich mit Belgien blieben sie dagegen siegreich, was auch den Frauen gegen Polen gelang.
Der erstmals 1937 ausgetragene reine Vergleich der Geher mit Schweden stand 1938 ebenfalls wieder auf dem Programm. Neue Gegner in den weiteren Begegnungen gab es für die Männer mit den Vereinigten Staaten und den Niederlanden in zwei Begegnungen.
Niederlagen mussten die Athleten diesmal nur in einem Vergleich einstecken. Das war gegen die USA der Fall. Alle anderen zehn Ländervergleiche konnten erfolgreich gestaltet werden, auch die schwedischen Leichtathleten konnten zum ersten Mal besiegt werden. Die Männer hatten damit am Ende der Saison in ihren seit dem ersten Länderkampf 1921 insgesamt 53 Vergleichen 46 Siege erzielt und sieben Niederlagen erlitten. Nur gegen Finnland und die USA hatte Deutschland bei all seinen Vergleichen den Kürzeren gezogen. Alle weiteren Bilanzen mit anderen Gegnern außer Schweden waren positiv und außer gegen England im Vorjahr hatte es keine weitere Niederlage gegeben.
Auch die Frauen bauten ihre positive Bilanz mit ihren zwei Erfolgen in diesem Jahr weiter aus. Sie hatten damit seit dem ersten Frauenländerkampf 1928 nun sieben Siege errungen, dagegen standen drei Niederlagen. Verloren hatten die Frauen zweimal gegen England und einmal gegen das Britische Empire. Jeweils einen Sieg hatte es gegeben gegen England und Japan, zweimal erfolgreich waren Deutschlands Leichtathletinnen gegen die Niederlande und dreimal gegen Polen.
In der Gesamtsumme aller Länderkämpfe mit deutscher Beteiligung hatten Deutschlands Leichtathleten von 63 Vergleichen 53 gewonnen und zehn verloren. Eine der Niederlagen stammte dabei aus einem zweiten Platz in einem von Schweden siegreich gestalteten Fünf-Länderkampf.

## Wertungsmodus
Die Regeln zur Punktevergabe in den verschiedenen Begegnungen blieben zwar weiterhin unterschiedlich, doch in der Einzelwertung begann sich ein Wertungssystem zu etablieren, das nur im Vergleich mit der Schweiz nicht zur Anwendung kam. Üblicherweise wurden die Punkte folgendermaßen verteilt; Pl. 1: 5 P, Pl. 2: 3 P, …, Pl. 4: 1 P. In den Staffeln dagegen wurden ganz unterschiedliche Wertungen eingesetzt.

## Geher-Länderkampf der Männer gegen Schweden
Als erster Ländervergleich mit deutscher Beteiligung der Saison 1938 stand der zweite Gehwettbewerb an, der wiederum mit Schweden ausgetragen wurde. Im letzten Jahr war der schwedische Ort Skillinge in der Gemeinde Simrishamn Gastgeber der ersten Veranstaltung solcher Art gewesen. In diesem Jahr fand die Begegnung früh in der Saison am 28./29. Mai in Leipzig statt. Wie zuletzt standen mit den Gehdistanzen über zehn und 25 Kilometer zwei Wettbewerbe auf dem Programm, in denen jeweils drei Geher pro Land antraten. Die Wertung wurde übernommen vom letzten Jahr, der Sieger erhielt sieben Punkte, der Zweite fünf, der Dritte vier Punkte usw. Der sechste Platz stand noch mit einem Punkt zu Buche. Nach der deutlichen Niederlage im ersten Vergleich lagen Deutschlands Geher diesmal mit 24 zu 20 Punkten knapp vorn.

## Länderkampf der Männer gegen Frankreich
Der traditionelle Vergleich mit Frankreich stand als zweiter Länderkampf des Jahres 1938 am 3. Juli in Paris zum zwölften Mal an. Gewertet wurde hier wie immer in diesen Aufeinandertreffen nach dem später üblichen System. Einzeldisziplinen: Pl. 1: 5 P, Pl. 2: 3 P, …, Pl. 4: 1 P / Staffel: Pl. 1: 3 P, Pl. 2: 1 P. Wie in jedem dieser Aufeinandertreffen bisher setzte sich Deutschland mit 105 zu 46 Punkten sehr klar durch.

## Länderkampf der Männer gegen Polen
Das dritte Aufeinandertreffen des Jahres 1938 mit Polen wurde am 9. und 10. Juli im damaligen Königsberg, dem heutigen russischen Kaliningrad, ausgetragen. Es war das zweite Aufeinandertreffen der beiden Nationen in einem Leichtathletik-Länderkampf der Männer und gleichzeitig und eine von zwei Begegnungen an diesem Wochenende, sodass Deutschland zwei komplette verschieden besetzte Teams zusammenstellen musste. Gewertet wurde in den Einzeldisziplinen wie im Vergleich am Wochenende zuvor gegen Frankreich nach dem üblichen System. In den Staffeln wurden jeweils fünf zu zwei Punkte vergeben. Mit 106 zu 73 Punkten gab es auch hier einen deutlichen Sieg für Deutschlands Leichtathleten.

## Länderkampf der Männer gegen die Schweiz
Der alljährliche Vergleich der deutschen Leichtathleten mit der Schweiz wurde am 10. Juli, demselben Wochenende wie die Länderkämpf gegen Polen und Dänemark, ausgetragen. Gastgeber war in diesem Jahr Frankfurt am Main. Mit dem hierfür notwendigen zweiten Team gewann Deutschland ausgesprochen deutlich mit 108 zu fünfzig Punkten. Gewertet worden war wie immer in dieser Begegnung. In den Einzeldisziplinen erhielt der Sieger abweichend vom üblichen System nur vier statt fünf Punkte, in den Staffeln gab es drei zu eins Punkte.
Es war der erst einmal letzte Vergleich aus der seit Aufnahme des Länderkampfbetriebs im Jahr 1921 begonnenen Serie der jährlich stattfindenden Begegnungen zwischen Deutschland und der Schweiz. Im kommenden Jahr wurde die Serie für längere Zeit unterbrochen. Grund war der Ausbruch des Zweiten Weltkriegs im September 1939 durch den Angriff der deutschen Nationalsozialisten auf Polen. Erst 1951 wurde diese Serie wieder aufgenommen.

## Länderkampf der Frauen gegen die Niederlande
Ebenfalls am 10. Juli traten die Frauen im fünften Länderkampf des Jahres 1938 zum zweiten Mal gegen die Niederlande an. Mit dem Speerwurf wurden jetzt neun statt acht Wettbewerbe ausgetragen. Dies war das komplette damalige Programm in der Frauen-Leichtathletik abgesehen vom Mehrkampf, der zum Beispiel bei Deutschen-Leichtathletikmeisterschaften in Form eines Dreikampfs auf dem Programm stand. Erst in den 1950er Jahren gab es einige wenige Veranstaltungen, in denen eine Mittelstrecke oder ein Fünfkampf angeboten wurde. Die Einzeldisziplinen wurden gewertet wie üblich, in der Staffel gab es sechs zu drei Punkte.

## Länderkampf der Männer gegen Dänemark
In Hamburg wurde am 10. Juli der zweite Vergleich der deutschen Leichtathleten mit Dänemark ausgetragen. Es war dasselbe Wochenende, an dem auch die Länderkämpf gegen Polen und Dänemark stattfanden. Mit dem hierfür notwendigen weiteren Team gewann Deutschland mit 93 zu 87 Punkten. In den Läufen traten drei, in den technischen Disziplinen zwei Athleten je Nation an. Gewertet wurde in den Einzeldisziplinen mit der umgekehrten Punktzahl gegenüber der Platzierung, in den Staffeln gab es drei zu eins Punkte.

## Länderkampf der Männer gegen die USA
Am 13./14. August stand wieder ein Wochenende mit zwei Vergleichen für die Männer an. In Berlin trafen Deutschlands Leichtathleten mit den Vereinigten Staaten dabei auf einen besonders starken Gegner. In den Einzelwettbewerben wurde wie üblich gewertet, in der Staffel gab es fünf zu drei Punkte. Erwartungsgemäß entschieden die US-amerikanischen Leichtathleten die Begegnung mit 122 zu 92 Punkten für sich. Dies war die einzige Niederlage für Deutschland im Länderkampfjahr 1938.

## Länderkampf der Männer gegen Belgien
Der zweite Gegner am Wochenende des 13./14. Augusts war Belgien. Das zweite Aufeinandertreffen der beiden Länder in der Leichtathletik fand in der belgischen Hauptstadt Brüssel statt. Gewertet wurde genauso wie im parallel stattfindenden Vergleich mit den USA. Auch diesmal hatten Deutschlands Sportler gegen Belgien am Ende mit 114 zu 74 Punkten die Nase vorn.

## Länderkampf der Frauen gegen Polen
Den dritten Länderkampf des Wochenendes trugen die Frauen am 14. August gegen Polen aus. Im dritten Vergleich mit diesem Gegner, der im damaligen Bromberg, dem heute polnischen Bydgoszcz stattfand, standen dieselben neun Wettbewerbe auf dem Programm wie in der Begegnung der Leichtathletinnen mit den Niederlanden am 10. Juli. In den Einzeldisziplinen wurde nach dem später standardisierten System gewertet. Die siegreiche Staffel erhielt sieben Punkte gegenüber vier Punkten für das Team auf Rang zwei. Deutschlands Sportlerinnen besiegten ihre Konkurrentinnen mit 59 zu vierzig Punkten.

## Länderkampf der Männer gegen die Niederlande
Im insgesamt neunten Länderkampf des Jahres gab es am 21. Augusts mit den Niederlanden wieder einen Premierengegner für Deutschlands Männer. Die niederländische Stadt Rotterdam war Gastgeber dieses Aufeinandertreffens. Die Einzeldisziplinen wurden standardmäßig gewertet, die Staffeln mit fünf zu drei Punkten. Deutschland gewann mit 85 zu 66 Punkten.

## Länderkampf der Männer gegen Schweden
Am 27./28. August kam es zum zehnten und letzten Länderkampf in diesem Jahr. Wie im Vorjahr hieß der letzte Saisongegner Schweden. Die Geher der beiden Länder hatten bereits im Mai einen speziellen Vergleich in ihren Disziplinen miteinander ausgetragen. Gastgeber des allgemeinen Länderkampfs war die schwedische Hauptstadt Stockholm. Die Punkteverteilung in den Einzeldisziplinen entsprach dem Standard. In der Staffel wurde mit vier zu eins gewertet. Im nun vierten Vergleich mit dem kompletten leichtathletischen Programm gelang den deutschen Sportlern der erste Sieg gegen diesen Gegner. Das Ergebnis war knapp wie immer, aber am Ende lag Deutschland diesmal mit 108 zu 100 Punkten vorn.

## Hinweis/Einzelnachweis
1. ↑  Historie, Abschnitt 7: 24.09.1935. Deutscher Olympischer Sportbund, dosb.de, abgerufen am 12. Dezember 2024
2. ↑  siehe dazu den Abschnitt „Geschichte“ im Artikel Sportverband